# Bendamustina
Bendamustina o Clorhidrato de Bendamustina (INN, marca comercial Ribomustin, Treanda y Cytostasan; también conocido como SDX-105) es un anticancerígeno, una mostaza nitrogenada utilizada en el tratamiento de la leucemia linfática crónica (CLL), linfomas y otras neoplasias hematológicas linfoides. Pertenece a la familia de fármacos llamados agentes antineoplásicos alquilantes. También está siendo estudiado para el tratamiento de sarcoma

## Historía de la bendamustina
La bendamustina fue sintetizada por primera vez en 1963 por Ozegowski y Krebs en Alemania Oriental (República Democrática Alemana). Es un polvo blanco microcristalino con propiedades anfotéricas soluble en agua. Hasta 1990 estaba disponible sólo en Alemania Oriental. Los investigadores de Alemania Oriental encontraron que era útil para el tratamiento de la leucemia linfocítica crónica, enfermedad de Hodgkin, linfoma no hodgkiniano, mieloma múltiple y cáncer de pulmón.
La bendamustina recibió su primera aprobación de comercialización en Alemania y todos los países de la Unión Europea y de la CEE, bajo la marca Ribomustin, a Astellas Pharma GmbH y 'Mundipharma International Corporation Limited, como agente único o en combinación con otros agentes anticancerígenos para el tratamiento del linfoma no hodgkiniano, el mieloma múltiple y la Leucemia linfática crónica. Mundipharma ha llegado a acuerdos con SymBio Pharmaceuticals Ltd, que posee los derechos exclusivos para desarrollar y comercializar bendamustine HCl en Japón y algunos países de Asia Oriental y Cephalon que posee los derechos en Norteamérica.
En marzo de 2008, la empresa farmacéutica estadounidense Cephalon recibió la autorización de la Administración de Alimentos y Medicamentos (FDA) de los Estados Unidos para la comercialización de bendamustina en dicho país, donde se vende bajo la marca Treanda, para el tratamiento de la leucemia linfática crónica.
En octubre de 2008, la FDA autoriza Treanda para el tratamiento indolente de linfoma no hodgkiniano (NHL) de células b que haya progresado después de tratamiento con rituximab o con un régimen que contenga el rituximab.

## Farmacocinética
Betamustina actúa como un agente alquilante en los enlaces cruzados entre bases de ADN. Además, al incorporar un anillo benzimidazólico tiene propiedades análogas a las purinas. Se caracteriza, por tanto, por una actividad bifuncional, aunque su mecanismo preciso de acción persiste desconocido.
Después de la infusión intravenosa es metabolizado en el hígado por los citocromos p450. Menos del 95% de la droga se enlaza a proteínas, principalmente albúmina. Sólo la bendamustina libre es activa. La eliminación es bifásica con una vida media de 6 a 10 minutos y una vida media terminal de unos 30 minutos. Se elimina principalmente por vía renal.

## Mecanismo de acción
La Bendamustina induce a la apoptosis debido a su actividad alquilante dependiente de p53 con un efecto dañino para el ADN más pronunciado y de mayor duración comparado con otros agentes alquilantes. También promueve a “la catástrofe mitótica” (alteración de la división celular) mediante la baja regulación de los puntos de control mitóticos, ofreciendo potencialmente la razón de su actividad antitumoral en pacientes resistentes y recurrentes a la quimioterapia.

## Uso en Quimioterapia
La Bendamustina ha sido utilizada como tratamiento único y en combinación con otros agentes, incluidos  etopósido, fludarabina, mitoxantrona, metotrexato, prednisona, rituximab, vincristina and 90Y-ibritumomab tiuxetan.

### Bendamustina + Rituximab
Bendamustina con Rituximab (BR o B+R) puede considerarse un tratamiento estándar para pacientes con leucemia linfocítica crónica con recaída o refractarios a un tratamiento anterior, según un estudio de 2010 multicéntrico en fase II de GCLLSG
Bendamustina con Rituximab (BR o B+R) puede considerarse un tratamiento superior en comparación a CHOP + Rituximab como tratamiento de primera línea con linfoma folicular y pacientes con Linfoma de células de manto, según los resultados finales de estudio randomizado de 2010.

### Bendamustina + Mitoxantrona y Rituximab
Bendamustina con mitoxantrona y rituximab es un posible tratamiento, según un estudio multicéntrico de GLSG 2007, para enfermos indolentes de linfomas y linfoma de células de manto (LCM), en fase III y IV reincidentes o refractarios, con o sin tratamiento previo con rituximab.

## Efectos adversos
Las reacciones adversas más comunes son las comunes para las mostazas nitrogenadas: náuseas, fatiga, vómitos, diarrea, fiebre, estreñimiento, pérdida de apetito, tos, dolor de cabeza, pérdida de peso involuntaria, dificultad para respirar, erupciones y estomatitis, así como inmunosupresión, anemia y trombocitopenia.
A las dosis recomendadas (100 mg/m² vía intravenosa, en 30 minutos, días 1 y 2, en ciclos cada 28 días, o dosis algo inferiores en ensayos clínicos con esquemas en combinación, ej. 90 mg/m² asociado a rituximab) la principal toxicidad es la mielosupresión (neutropenia grado 3 o 4: 24%, neutropenia febril: 3%). Se establecen pautas de retrasos y modificaciones de dosis en ficha técnica y es necesario la monitorización con hemogramas. El nadir es esperable en la tercera semana de tratamiento.
Son frecuentes las reacciones infusionales con Bendamustina, más raras son las reacciones anafilácticas que suelen ocurrir en el segundo o ciclos sucesivos de tratamiento. Se puede administrar antihistamínicos, antipiréticos y corticoides en aquellos pacientes que han experimentado previamente reacciones infusionales grados 1 o 2. Se debe discontinuará el tratamiento en caso de reacciones grados 3 o 4.
Como con otros fármacos anticancerígenos en procesos linfoproliferativos se debe realizar prevención del síndrome de lisis tumoral.
No hay recomendaciones formales sobre interacciones farmacológicas, sólo se aconseja precaución con el tratamiento concomitante de inductores o inhibidores de CYP1A2.
Bendamustina podría utilizarse con precaución en pacientes con insuficiencia renal moderada, no debería administrarse si el aclaramiento de creatinina es inferior a 40 mL/min. No está indicado su uso en enfermos con cifras de transaminasas de 2.5 a 10 veces por encima del límite superior normal y valores de bilirrubina total de 1,5 a 3 veces por encima del límite superior normal.